# Kvinnor i vitt (film)
Kvinnor i vitt, originaltitel The Lamp Still Burns, är en brittisk dramafilm från 1943 i regi av Maurice Elvey. Filmen är baserad på romanen Ett par händer av Monica Dickens.

## Handling
Filmen utspelar sig under andra världskriget. Den framgångsrika arkitekten Hilary Clarke bestämmer sig för att ge upp sin karriär och i stället bli sjuksköterska. Under sin nya utbildning inser hon hur svårt yrket är, speciellt när hon blir kär i en av patienterna och tvingas välja mellan kärleken och sin karriär.

## Rollista
- Rosamund John - Hilary Clarke
- Stewart Granger - Laurence Rains
- Godfrey Tearle - Sir Marshall Freyne
- Sophie Stewart - Christine Morris
- Cathleen Nesbitt - Husmor
- Margaret Vyner - Pamela Siddell
- John Laurie - Hervey
- Joan Maude - Syster Catley
- Mignon O'Doherty - Syster Tutor
- Leslie Dwyer - Siddons
- Wylie Watson - Patient
- Eric Micklewood - Trevor
- Joyce Grenfell - Doktor Barrett